# Allgemeine Deutsche Biographie

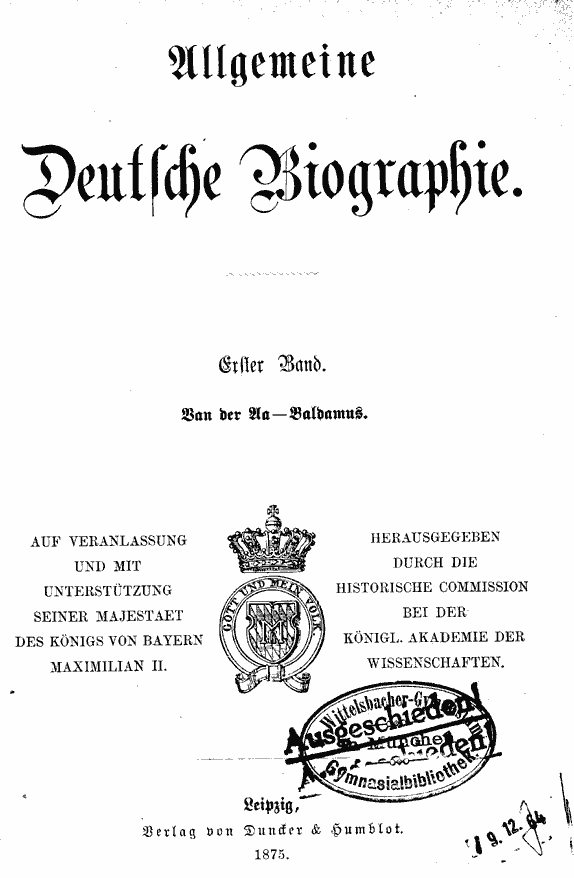
Tittelbladet på første bind av Allgemeine Deutsche Biographie fra 1875

Allgemeine Deutsche Biographie (ADB) är ett biografiskt uppslagsverk i 56 band som den historiska kommissionen inom Bayerische Akademie der Wissenschaften utgav åren 1875–1912 (nytryck 1967–1971) under redaktionell ledning av Rochus von Liliencron. ADB omfattar omkring 26 500 personer döda före år 1900 som var verksamma inom det tyska språkområdet. Nederländerna inkluderas fram till år 1648.